# Fréjairolles
Fréjairolles (okzitanisch Frejairòlas) ist eine französische Gemeinde mit 1.313 Einwohnern (Stand: 1. Januar 2022) im Département Tarn in der Region Okzitanien. Sie gehört zum Arrondissement Albi und zum Kanton Saint-Juéry (bis 2015: Kanton Albi-Est).

## Geografie
Fréjairolles liegt etwa acht Kilometer südöstlich des Zentrums von Albi. An der nördlichen Gemeindegrenze verläuft das Flüsschen Caussels, Im Zentrum sein Zufluss Ruisseau de Jauzou und im Süden der Assou. Umgeben wird Fréjairolles von den Nachbargemeinden Cambon im Norden, Bellegarde-Marsal im Nordosten, Mouzieys-Teulet im Osten, Fauch im Süden und Südosten, Dénat im Südwesten, Labastide-Dénat im Westen und Südwesten sowie Puygouzon im Westen.

## Bevölkerungsentwicklung
| 1962                      | 1968 | 1975 | 1982 | 1990 | 1999 | 2006 | 2013 |
| ------------------------- | ---- | ---- | ---- | ---- | ---- | ---- | ---- |
| 551                       | 563  | 637  | 833  | 840  | 977  | 1190 | 1314 |
| Quelle: Cassini und INSEE |      |      |      |      |      |      |      |